# ساکالد
|display=title}}
کارکمیان 